# Burdur (Provinz)
Burdur ist eine Provinz der Türkei. Ihre Hauptstadt ist Burdur.
Die Provinz hat 267.092 Einwohner auf einer Fläche von 7175 km² (Stand Ende 2020). Sie grenzt an die Provinzen Antalya, Denizli, Afyonkarahisar, Isparta  und Muğla.

## Verwaltungsgliederung
Die Provinz ist in elf Landkreise (İlçe) untergliedert:
| Kreis- code 1     | Landkreis (İlçe)  | Fläche 2 (km²) | Bevölkerung (2020) 3 | Bevölkerung (2020) 3       | Anzahl der Einheiten   | Anzahl der Einheiten  | Anzahl der Einheiten | Bevölke- rungs- dichte (Ew./km²) | städt. Anteil (in %) | Sex Ratio 4 | Grün- dungs- datum 5, 6 |
| Kreis- code 1     | Landkreis (İlçe)  | Fläche 2 (km²) | Landkreis (İlçe)     | Verwal- tungssitz (Merkez) | Gemein- den (Belediye) | Stadt- viertel (Mah.) | Dörfer (Köy)         | Bevölke- rungs- dichte (Ew./km²) | städt. Anteil (in %) | Sex Ratio 4 | Grün- dungs- datum 5, 6 |
| ----------------- | ----------------- | -------------- | -------------------- | -------------------------- | ---------------------- | --------------------- | -------------------- | -------------------------------- | -------------------- | ----------- | ----------------------- |
| 1109              | Ağlasun           | 305            | 7.854                | 3.740                      | 1                      | 6                     | 9                    | 25,8                             | 47,62                | 1017        | 1958                    |
| 1874              | Altınyayla        | 221            | 5.422                | 3.083                      | 1                      | 4                     | 5                    | 24,5                             | 56,86                | 990         | 1990                    |
| 1211              | Bucak             | 1.511          | 65.051               | 44.769                     | 3                      | 28                    | 35                   | 43,1                             | 75,84                | 996         | 1926                    |
| 1899              | Çavdır            | 482            | 12.748               | 4.951                      | 2                      | 11                    | 10                   | 26,4                             | 63,02                | 1019        | 1990                    |
| 1903              | Çeltikçi          | 161            | 4.974                | 2.010                      | 1                      | 2                     | 6                    | 30,9                             | 40,41                | 1095        | 1990                    |
| 1357              | Gölhisar          | 494            | 22.180               | 15.136                     | 2                      | 10                    | 12                   | 44,9                             | 78,38                | 986         | 1953                    |
| 1813              | Karamanlı         | 372            | 7.982                | 5.800                      | 1                      | 12                    | 8                    | 21,5                             | 72,66                | 1012        | 1987                    |
| 1816              | Kemer             | 373            | 3.129                | 1.520                      | 1                      | 3                     | 7                    | 8,4                              | 48,58                | 1038        | 1987                    |
| 1215              | Merkez            | 1.567          | 111.984              | 89.897                     | 1                      | 35                    | 51                   | 71,5                             | 80,28                | 968         |                         |
| 1672              | Tefenni           | 582            | 10.697               | 7.015                      | 1                      | 9                     | 14                   | 18,4                             | 65,58                | 998         |                         |
| 1728              | Yeşilova          | 1.108          | 15.071               | 5.483                      | 1                      | 7                     | 36                   | 13,6                             | 36,38                | 1065        | 1936                    |
| PROVINZ 15 Burdur | PROVINZ 15 Burdur | 7.175          | 267.092              |                            | 15                     | 127                   | 193                  | 37,2                             | 72,37                | 991         |                         |

## Bevölkerung

### Ergebnisse der Bevölkerungsfortschreibung
Nachfolgende Tabelle zeigt die jährliche Bevölkerungsentwicklung am Jahresende nach der Fortschreibung durch das 2007 eingeführte adressierbare Einwohnerregister (ADNKS). Außerdem sind die Bevölkerungswachstumsrate und das Geschlechterverhältnis (Sex Ratio d. h. Anzahl der Frauen pro 1000 Männer) aufgeführt.

Der Zensus von 2011 ermittelte 250.984 Einwohner, das sind knapp 6000 Einwohner weniger als zum Zensus 2000.

| Jahr  | Bevölkerung am Jahresende | Bevölkerung am Jahresende | Bevölkerung am Jahresende | Wachstums- rate der Be- völkerung (in %) | Ge- schlechter verhältnis (Frauen auf 1000 Männer) | Rang (unter den 81 Provinzen) |
| Jahr  | gesamt                    | männlich                  | weiblich                  | Wachstums- rate der Be- völkerung (in %) | Ge- schlechter verhältnis (Frauen auf 1000 Männer) | Rang (unter den 81 Provinzen) |
| ----- | ------------------------- | ------------------------- | ------------------------- | ---------------------------------------- | -------------------------------------------------- | ----------------------------- |
| 2020  | 267.092                   | 134.124                   | 132.968                   | −1,37                                    | 991                                                | 66                            |
| 2019  | 270.796                   | 136.377                   | 134.419                   | 0,32                                     | 986                                                | 66                            |
| 2018  | 269.926                   | 135.240                   | 134.686                   | 1,94                                     | 996                                                | 65                            |
| 2017  | 264.779                   | 133.026                   | 131.753                   | 1,29                                     | 990                                                | 65                            |
| 2016  | 261.401                   | 130.082                   | 131.319                   | 1,19                                     | 1010                                               | 65                            |
| 2015  | 258.339                   | 128.049                   | 130.290                   | 0,56                                     | 1018                                               | 65                            |
| 2014  | 256.898                   | 127.158                   | 129.740                   | −0,14                                    | 1020                                               | 65                            |
| 2013  | 257.267                   | 127.139                   | 130.128                   | 1,15                                     | 1024                                               | 65                            |
| 2012  | 254.341                   | 125.343                   | 128.998                   | 1,52                                     | 1029                                               | 65                            |
| 2011  | 250.527                   | 123.978                   | 126.549                   | −3,22                                    | 1021                                               | 65                            |
| 2010  | 258.868                   | 132.337                   | 126.531                   | 2,91                                     | 956                                                | 63                            |
| 2009  | 251.550                   | 125.825                   | 125.725                   | 1,66                                     | 999                                                | 65                            |
| 2008  | 247.437                   | 121.980                   | 125.457                   | −1,49                                    | 1029                                               | 65                            |
| 2007  | 251.181                   | 126.094                   | 125.087                   | −                                        | 992                                                | 64                            |
| 20001 | 256.803                   | 129.007                   | 127.796                   |                                          | 991                                                | 65                            |

1Zensus 2000

### Volkszählungsergebnisse
Nachfolgende Tabellen geben den bei den 12 Volkszählungen dokumentierten Einwohnerstand der Provinz Burdur wieder.
Die Werte der linken Tabelle sind E-Books (der Originaldokumente) entnommen, die Werte der rechten Tabelle entstammen der Datenabfrage des Türkischen Statistikinstituts TÜIK – abrufbar über diese Webseite:
| Jahr | Bevölkerung | Bevölkerung | Rang |
| Jahr | Provinz     | Türkei      | Rang |
| ---- | ----------- | ----------- | ---- |
| 1927 | 83.614      | 13.648.270  | 61   |
| 1935 | 95.809      | 16.158.018  | 57   |
| 1940 | 119.498     | 17.820.950  | 57   |
| 1945 | 125.792     | 18.790.174  | 58   |
| 1950 | 136.555     | 20.947.188  | 58   |
| 1955 | 157.658     | 24.064.763  | 61   |
| 1960 | 179.514     | 27.754.820  | 60   |

| Jahr | Bevölkerung | Bevölkerung | Rang |
| Jahr | Provinz     | Türkei      | Rang |
| ---- | ----------- | ----------- | ---- |
| 1965 | 194.950     | 31.391.421  | 61   |
| 1970 | 210.335     | 35.605.176  | 61   |
| 1975 | 222.896     | 40.347.719  | 62   |
| 1980 | 235.009     | 44.736.957  | 62   |
| 1985 | 248.002     | 50.664.458  | 62   |
| 1990 | 254.899     | 56.473.035  | 64   |
| 2000 | 256.803     | 67.803.927  | 65   |

Anzahl der Provinzen bezogen auf die Censusjahre:
- 1927, 1940 bis 1950: 63 Provinzen
- 1935: 57 Provinzen
- 1955: 67 Provinzen
- 1960 bis 1985: 73 Provinzen
- 1990: 73 Provinzen
- 2000: 81 Provinzen